# UiTM FC
UiTM Football Club (Universiti Teknologi MARA Football Club) ist ein Fußballverein aus Shah Alam. Aktuell spielt die Fußballmannschaft in der höchsten Liga des Landes, der Malaysian Super League. Die Mannschaft ist auch unter dem Namen The Lion Troops bekannt.

## Stadion
Der Verein trägt seine Heimspiele im UiTM Stadium in Shah Alam aus. Das Stadion hat ein Fassungsvermögen von 10.000 Personen. Eigentümer der Sportstätte ist die Universiti Teknologi MARA.
Koordinaten: 2° 12′ 9,9″ N, 102° 14′ 43,3″ O

## Spieler
Stand: 20. Juli 2020
| Nr.        | Nation      | Spieler                 |
| Tor        |             |                         |
| 01         | Malaysia    | Azam Jais               |
| 20         | Malaysia    | Haziq Aris              |
| 24         | Malaysia    | Azfar Arif              |
| Abwehr     |             |                         |
| 02         | Malaysia    | Amirul Ashraf           |
| 12         | Malaysia    | Afif Asyraf Zabawi      |
| 15         | Malaysia    | Danish Haziq            |
| 21         | Malaysia    | Faizal Arif             |
| 23         | Malaysia    | Nashran Elias           |
| 28         | Malaysia    | Ariff Ar-Raszid Ariffin |
| 68         | Malaysia    | Khuzaimi Piee           |
| 99         | Frankreich  | Victor Nirennold        |
| Mittelfeld |             |                         |
| 08         | Malaysia    | Fariduddin Zainal       |
| 13         | Malaysia    | Asraff Hayqal Zainal    |
| 14         | Malaysia    | Nuzul Iman Nurallail    |
| 16         | Malaysia    | Shafiq Al-Hafiz         |
| 18         | Malaysia    | Shahrul Igwan           |
| 19         | Malaysia    | hahrul Iskandar Adha    |
| 39         | Malaysia    | Nizarruddin Jazi        |
| 66         | Malaysia    | Rafie Mat Yaacob        |
| 75         | Frankreich  | Ousmane Fané            |
| Angriff    |             |                         |
| 10         | Brasilien   | Gustavo                 |
| 11         | Malaysia    | Zulkifli Zakaria        |
| 17         | Malaysia    | Shafiq Al-Hafiz         |
| 25         | Philippinen | Mark Hartmann           |
| 30         | Malaysia    | Rabih Ataya             |

## Saisonplatzierung
| Saison | Liga                    | Level | Platz | Malaysia FA Cup |
| ------ | ----------------------- | ----- | ----- | --------------- |
| 2013   | Malaysia Premier League | 2     | 9.    | 1. Runde        |
| 2014   | Malaysia Premier League | 2     | 9.    | 1. Runde        |
| 2015   | Malaysia Premier League | 2     | 8.    | 1. Runde        |
| 2016   | Malaysia Premier League | 2     | 10.   | 2. Runde        |
| 2017   | Malaysia Premier League | 2     | 6.    | 2. Runde        |
| 2018   | Malaysia Premier League | 2     | 9.    | 3. Runde        |
| 2019   | Malaysia Premier League | 2     | 5. ▲  | 2. Runde        |
| 2020   | Malaysia Super League   | 1     | 6.    |                 |
| 2021   | Malaysia Super League   | 1     |       |                 |

## Beste Torschützen
| Saison | Name                  | Tore |
| ------ | --------------------- | ---- |
| 2013   | Afham Zulkipli        | 4    |
| 2014   | Obi Ikechukwu Charles | 10   |
| 2015   | Dao Bakary            | 10   |
| 2016   | Pavel Purishki8       | 8    |
| 2017   | Akanni-Sunday Wasiu   | 19   |
| 2018   | Lucas Pugh            | 8    |
| 2019   | Robert Lopez Mendy    | 7    |
| 2020   | Gustavo               | 6    |
| 2021   |                       |      |

## Trainerchronik
| Trainer                  | Nation      | von               |               |
| ------------------------ | ----------- | ----------------- | ------------- |
| Omar Ali                 | Malaysia    | 2009              | 2011          |
| Azman Hj Eusoff          | Malaysia    | 2012              | 2013          |
| Mohd Azuan Muhd Zain     | Malaysia    | 2013              | 2014          |
| Raja Isa Raja Akram Shah | Malaysia    | Dezember 2015     | November 2016 |
| Wan Mustaffa Wan Ismail  | Malaysia    | Dezember 2016     | November 2018 |
| Ismail Zakaria           | Malaysia    | November 2018     | Dezember 2019 |
| Frank Bernhardt          | Deutschland | 27. Dezember 2019 | heute         |

## Erläuterungen / Einzelnachweise
1. ↑  UiTM FC FC – Kader. In: fam.org.my. Abgerufen am 22. Juli 2020.